# 김경래
김경래(한국 한자: 金京來, 1964년 3월 18일)은 한국의 전 프로축구 선수이다.

## 클럽 경력
당시 축구명문 명지대학교를 졸업하고 대우 로얄즈 (현 부산 아이파크), 전북 버팔로, 전북 다이노스 (현 전북 현대 모터스에서 선수로 활동하였으며 1994 시즌 K리그 베스트 11에 선정되었다. K리그 통산(정규리그와 리그컵 포함) 168경기 출장, 14득점, 4도움의 기록을 남겼다.

## 참고 자료
- 축구로 얻은 사랑, 축구로 베풉니다. - 김경래①